# Telegatti 1997
La 14ª edizione del Gran Premio Internazionale dello Spettacolo si è tenuta a Milano, al Teatro Ventaglio Nazionale, il 6 maggio 1997. Conduttori della serata sono stati Pippo Baudo, affiancato da Milly Carlucci.
Evento della serata l'arrivo della popstar Michael Jackson, debutto nella televisione italiana; altri ospiti della serata sono stati Luciano Pavarotti, Sophie Marceau, Eli Wallach,  Johnny Depp e la Duchessa di York.
L'incasso della serata è stato devoluto all'Associazione Amici Epatologia di Niguarda Ca' Granda.

## Vincitori
I premi sono assegnati alle trasmissioni andate in onda l'anno precedente alla cerimonia. Di seguito vengono elencate le varie categorie di premi, e i rispettivi vincitori dell'anno.

### Personaggio femminile dell'anno
- Maria De Filippi

### Personaggio maschile dell'anno
- Paolo Bonolis

### Trasmissione dell'anno
- Anima mia, Rai 2

### Miglior film TV
- Caro maestro 2, Canale 5

### Miglior telefilm italiano
- Dio vede e provvede, Canale 5

### Miglior telefilm straniero
- E.R. - Medici in prima linea, trasmesso su Rai 2

### Premio TV utile
- Mi manda Lubrano, Rai 3

### Miglior trasmissione di attualità e cultura
- Target, Canale 5

### Miglior trasmissione di giochi e quiz TV
- Tira & Molla, Canale 5

### Miglior trasmissione di satira
- Striscia la notizia, Canale 5

### Miglior trasmissione di intrattenimento con ospiti
- Maurizio Costanzo Show, Canale 5

### Miglior trasmissione di varietà
- Paperissima, Canale 5

### Miglior soap opera/telenovela
- Beautiful, trasmesso su Canale 5

### Miglior trasmissione musicale
- 47º Festival di Sanremo, Rai 1

### Miglior trasmissione sportiva
- Quelli che... il calcio, Rai 3

### Miglior trasmissione per ragazzi
- Solletico, Rai 1

### Premi speciali
- A Johnny Depp, per il cinema straniero in TV
- Alla trasmissione Porta a porta di Rai 1, per la politica e lo spettacolo

### Telegatto di Platino
- A Eli Wallach, per il cinema
- A Enzo Biagi, alla carriera

### Lettore di TV Sorrisi e Canzoni
- Alla signora Gabriella Pontone

## Statistiche emittente/vittorie
- Rai 1   3 premi
- Rai 2   2 premi
- Rai 3    2 premi

Totale Rai: 7 Telegatti
- Canale 5   8 premi
- Italia 1      nessun premio
- Rete 4     nessun premio

Totale Mediaset: 8 Telegatti

## Un anno di TV in due minuti
Il video d'apertura di questa edizione con il meglio della televisione della stagione 1996/1997 è accompagnata dalla canzone Wannabe delle Spice Girls.